# Star Trek: Voyager
Star Trek: Voyager este un serial de televiziune științifico-fantastic situat în universul Star Trek. Plasat în secolul 24, între anii 2371 și 2378, serialul urmărește aventurile navei Flotei Stelare USS Voyager, care rămâne blocată în cvadrantul Delta, la 70 000 de ani-lumină de Terra, în timp ce urmărește o navă fugară a grupării Maquis. Echipajele celor două nave se unesc pe Voyager pentru a face împreună călătoria de 75 de ani până acasă.
Serialul a fost creat de Rick Berman, Michael Piller și Jeri Taylor, fiind a patra incarnație a francizei Star Trek, care a debutat în anul 1966 cu serialul Star Trek, creat de Gene Roddenberry. A fost produs timp de șapte sezoane, din 1995 până în 2001, și este singurul serial Star Trek în care protagonistul este o femeie căpitan, Kathryn Janeway.

## Producția
Voyager a fost produs pentru a lansa UPN, un post de televiziune creat de compania Paramount. Aceasta a fost a doua tentativă a Paramount de a lansa un post de televiziune care să aibă ca punct de sprijin un serial Star Trek: în 1977, studioul mai avusese o asemenea încercare cu serialul Star Trek: Phase II, care însă nu a trecut niciodată de stadiul de proiect.
Lucrul la Voyager a început în 1993, iar câteva dintre ideile din spatele serialului au fost prefigurate în mai multe episoade din Star Trek: Generația următoare și Star Trek: Deep Space Nine. Voyager a fost filmat pe platourile folosite pentru Generația următoare, iar episodul pilot, „Caretaker”, s-a filmat în octombrie 1994. În acea perioadă, Paramount a fost cumpărat de Viacom, Voyager devenind astfel primul serial Star Trek care a avut premiera după încheierea tranzacției.
Voyager a fost de asemenea primul serial Star Trek care a renunțat complet la utilizarea de modele pentru imaginile din spațiu, bazându-se exclusiv pe tehnica computer-generated imagery (CGI). Deși alte seriale de televiziune precum seaQuest, Space: Above and Beyond și Babylon 5 utilizaseră exclusiv tehnica CGI pentru a evita costurile mari ale filmării pe modele, franciza Star Trek a continuat să folosească în mare parte modele pentru imaginile de exterior, deoarece acestea dau o impresie mai puternică de realism. Amblin Imaging a câștigat un premiu Emmy pentru secvențele CGI din genericul de început, însă imaginile de exterior din fiecare episod au fost luate folosind modele miniaturale ale navei Voyager, ale navetelor și ale altor nave, construite manual. Totuși, la mijlocul sezonului 3 (1996), Star Trek: Voyager a adoptat în totalitate tehnica CGI pentru anumite tipuri de imagini. Paramount a obținut un contract exclusiv cu Foundation Imaging, studioul care a creat efectele special pentru primele trei sezoane din Babylon 5. Deep Space Nine a început să colaboreze cu Foundation Imaging și cu Digital Muse un an mai târziu (sezonul 6). În ultimele sale sezoane, Voyager a folosit efecte vizuale de la Foundation și Digital Muse.

## Sinopsis
În episodul pilot, „Caretaker”, nava USS Voyager pornește de pe stația spațială Deep Space Nine într-o misiune spre periculoasa regiune Badlands, pentru a găsi o navă dispărută, pilotată de un grup de rebeli Maquis, printre care locotenentul vulcanian Tuvok, ofițerul de securitate de pe Voyager, s-a infiltrat în secret. Nava este dintrodată învăluită de un puternic val de energie, care îi produce avarii, ucide mai mulți membri ai echipajului, și o aruncă de cealaltă parte a galaxiei, la mai mult de 70 000 de ani lumină depărtare de Pământ.
În cele din urmă, Voyager găsește nava Maquis, iar cele două echipaje cad cu greutate de acord că trebuie să-și unească forțele pentru a supraviețui lungii călătorii până acasă. Astfel, Chakotay, liderul grupului Maquis, este numit în postul de ofițer secund, B'Elanna Torres, pe jumătate umană și pe jumătate klingoniană, devine inginer șef, iar lui Tom Paris, pe care Janeway îl eliberase dintr-o închisoare a Federației pentru a o ajuta să găsească nava Maquis, îi este oferit postul de ofițer cârmaci. Deoarece întreg personalul medical al navei murise, Doctorul, o hologramă medicală de urgență proiectată doar pentru utilizare pe termen scurt, devine ofițerul medical principal al navei. Talaxianul Neelix și tânăra Ocampa Kes, indigeni cvadrantului Delta, sunt primiți la bordul navei ca bucătar șef/ofițer responsabil cu moralul și, respectiv, asistenta medicală a Doctorului.
Datorită distanței mari față de spațiul Federației, cvadrantul Delta este neexplorat, iar Voyager călătorește astfel la propriu „acolo nimeni nu a mai fost vreodată”. În timpul călătoriei spre casă, preconizată a dura 75 de ani, echipajul străbate regiuni de spațiu ce aparțin diverselor specii indigene cvadrantului Delta, precum barbarii și războinicii kazoni, vidianii, o specie devastată de o maladie pe care încearcă să o contracareze recoltând organe, nomazii vânători hirogeni, temuta specie 8472 din spațiul fluid, și, cel mai important, specia Borg, Voyager fiind nevoită în ultimele sezoane să traverseze regiuni întinse de spațiu aflate sub controlul acesteia. Ei se confruntă de asemenea și cu fenomene naturale primejdioase, precum o zonă nebuloasă numită Întinderea Nekrit, o vastă regiune de spațiu gol numită Vidul, găuri de vierme, nebuloase periculoase și alte anomalii.
Totuși, Voyager nu se confruntă numai cu necunoscutul. Este a doua serie Star Trek în care personajul Q apare frecvent (Q a apărut o singură dată în Deep Space Nine). De asemenea, Comandamentul Flotei Stelare află despre situația navei Voyager, după ce echipajul descoperă o antică rețea de comunicații interstelare și o folosește pentru a lua legătura cu baza. Apoi, cei de la Flota Stelară reușesc să stabilească un contact audiovizual și de date regulat cu nava, mulțumită eforturilor lui Reginald Barclay, un personaj frecvent în Generația următoare.
În al patrulea sezon, Kes părăsește serialul după ce suferă o transformare în urma creșterii abilităților ei psionice. În același timp, echipajul se mărește prin venirea lui Seven of Nine, o dronă Borg, asimilată pe când era o fetiță umană de șase ani și eliberată din colectiv de către ofițerii de pe Voyager. Seven începe să-și dezvolte (ori, mai degrabă, să-și recapete) umanitatea pe parcursul serialului. La fel face și Doctorul, datorită în principal holo-emițătorului mobil pe care echipajul îl obține în sezonul trei, și care îi permite Doctorului să meargă oriunde vrea, după ce inițial accesul îi fusese limitat la infirmierie. În sezonul șase, echipajul descoperă un grup de extratereștri adolescenți asimilați de către borgi, dar ieșiți  prematur din camerele de maturare, datorită unei defecțiuni ale cubului lor. Așa cum procedase și cu Seven of Nine, Doctorul îndepărtează implanturile cibernetice ale copiilor; trei dintre aceștia găsesc noi familii adoptive, în timp ce al patrulea, Icheb, alege să rămână la bordul navei Voyager.
Viața echipajului de pe nava Voyager a continuat să se schimbe de-a lungul celor șapte ani ai călătoriei lor. Trădători (Seska și Jonas) au fost descoperiți în primele luni, membri loiali ai echipajului și-au pierdut viața, iar alți câțiva ofițeri nehotărâți au fost integrați în echipaj. În timpul celui de-al doilea sezon, aspirantul Samantha Wildman a născut primul copil de la bordul navei. După ce a mai crescut, Naomi Wildman a devenit foarte bună prietenă cu nașul ei de botez, Neelix. La începutul sezonului șapte, Tom Paris și B'Elanna Torres s-au căsătorit după o lungă perioadă de curtare, iar Torres a născut un copil în ultimul episod. Spre sfârșitul sezonului șapte, nava găsește o colonie de talaxieni într-o așezare improvizată pe un asteroid, iar Neelix își ia rămas bun de la Voyager și alege să trăiască din nou printre ai lui.
Pe parcursul serialului, echipajul navei Voyager descoperă mai multe modalități de a-și scurta călătoria cu câteva decade, prin intermediul unor scurtături (în episoadele „Night”, „Q2”), avansuri tehnologice („The Voyager Conspiracy”, „Dark Frontier”, „Timeless”, „Hope and Fear”), coridoare în subspațiu („Dragon's Teeth”), dar și cu ajutorul unui impuls puternic generat prin puterea minții de către un fost camarad („The Gift”). Echipajul a mai avut și alte oportunități de transport și călătorii temporale, de care însă nu s-au putut folosi („Prime Factors”, „Future's End”). Toate aceste eforturi le-a scurtat călătoria de la 75 la 23 de ani. Totuși, un efort final (implicând călătoria în timp) îi aduce acasă după 7 ani, așa cum putem vedea în ultimul episod al serialului, „Endgame”.

## Distribuția
| Personaje principale  | |                                   |                                     |                              |                                 |                                                                           |
| Actor                 | Personaj | Funcție                           | Afiliere                            | Apariții                     | Specie                          | Rang                                                                      |
| Kate Mulgrew          | Kathryn Janeway | Căpitan                           | Flota Stelară                       | Sezoanele 1–7                | Om                              | Căpitan                                                                   |
| Kate Mulgrew          | Căpitanul Janeway preia comanda navei USS Voyager, aparținând clasei Intrepid, în anul 2371. Prima ei misiune este aceea de a localiza și captura o navă Maquis ce fusese văzută pentru ultima dată în regiunea de spațiu numită Badlands. În timpul misiunii, atât nava Maquis, cât și Voyager sunt catapultate forțat în cvadrantul Delta, la 75 000 de ani lumină depărtare, de un val masiv de dizlocare. Nava Maquis este distrusă în timpul luptei cu facțiunea Kazon-Ogla, și, deși Voyager supraviețuiește, mai mulți membri ai echipajului cad victime atacului. Pentru a proteja o specie inteligentă (Ocampa), Janeway distruge Rețeaua Îngrijitorului, dispozitivul ce îi poate propulsa înapoi în spațiul Federației, blocându-și nava și echipajul la o distanță de câteva decenii de casă. |                                   |                                     |                              |                                 |                                                                           |
| Robert Beltran        | Chakotay | Secund                            | Maquis/Flota Stelară                | Sezoanele 1–7                | Om                              | Comandor (Flota Stelară/provizoriu)                                       |
| Robert Beltran        | Inițial, Chakotay este căpitanul unei nave Maquis, ce se ascunde în regiunea Badlands. În timp ce nava USS Voyager a Flotei Stelare încearcă să-i captureze, Chakotay și echipajul său sunt atrași în cvadrantul Delta de către rețeaua Îngrijitorului, fiind forțați de împrejurări să conviețuiască cu echipajul Flotei pe tot parcursul călătoriei de șapte ani spre casă. Căpitanul Janeway îl numește pe Chakotay secund al navei Voyager. Înainte de evenimentele prezentate în serial, el părăsise Flota Stelară, după mai mulți ani de activitate, pentru a se alătura grupării Maquis și a-și apăra colonia natală de agresiunea cardasienilor. |                                   |                                     |                              |                                 |                                                                           |
| Tim Russ              | Tuvok | Ofițer tactic/securitate          | Maquis (acoperire)/Flota Stelară    | Sezoanele 1–7                | Vulcanian                       | Locotenent Locotenent comandor                                            |
| Tim Russ              | Tuvok este un ofițer vulcanian al Flotei Stelare, care a făcut parte din echipajul navei USS Voyager în perioada cât aceasta s-a aflat în cvadrantul Delta . În 2371, Tuvok primește misiunea de a se infiltra în gruparea Maquis, devenind un membru al echipajului pe nava Maquis a lui Chakotay, pe care se afla la momentul atragerii acesteia în cvadrantul Delta. Tuvok a deținut funcțiile de ofițer tactic și al doilea ofițer al căpitanului Kathryn Janeway în timpul celor șapte ani parcurși de Voyager printr-o regiune necunoscută a galaxiei. |                                   |                                     |                              |                                 |                                                                           |
| Robert Duncan McNeill | Tom Paris | Navigator/Medic                   | Maquis (fost)/Flota Stelară         | Sezoanele 1–7                | Om                              | Locotenent Sublocotenent Locotenent junior                                |
| Robert Duncan McNeill | Thomas Eugene Paris este un ofițer uman al Flotei Stelare care a deținut timp de șapte ani funcția de navigator al navei Federației USS Voyager. Paris este fiul unui important amiral al Flotei. După ce a fost exclus pe motive disciplinare din Flota Stelară, el s-a alăturat grupării Maquis, fiind apoi capturat și condamnat la închisoare în Colonia Penală a Federației din Noua Zeelandă. La solicitarea căpitanului Janeway, Paris devine pilot al navei Voyager, plecată în căutarea navei Maquis a lui Chakotay. Astfel, el călătorește alături de ceilalți membri ai echipajului la 70 000 de ani lumină depărtare, în inima cvadrantului Delta. |                                   |                                     |                              |                                 |                                                                           |
| Roxann Dawson         | B'Elanna Torres | Inginer șef                       | Cadet al Flotei Stelare/Maquis      | Sezoanele 1–7                | Hibrid uman/klingonian          | Locotenent junior (provizoriu)                                            |
| Roxann Dawson         | B'Elanna Torres este pe jumătate klingoniană și pe jumătate umană. Inițial membră a echipajului Maquis al lui Chakotay, ea ajunge în cvadrantul Delta, unde devine inginer șef pe nava Federației USS Voyager. Deși sceptică la început, B'Elanna reușește să se integreze în familia echipajului de pe Voyager în timpul celor șapte ani petrecuți călătorind spre casă. |                                   |                                     |                              |                                 |                                                                           |
| Garrett Wang          | Harry Kim | Ofițer operațiuni                 | Flota Stelară                       | Sezoanele 1–7                | Om                              | Sublocotenent                                                             |
| Garrett Wang          | Sublocotenentul Harry Kim este un ofițer uman al Flotei Stelare. El deține funcția de ofițer de operațiuni la bordul navei USS Voyager. La momentul în care Voyager este atrasă în cvadrantul Delta, Harry tocmai absolvise cursurile Academiei, fiind vizibil emoționat de noua sa misiune. |                                   |                                     |                              |                                 |                                                                           |
| Robert Picardo        | Doctorul | Ofițer medical principal          | Flota Stelară                       | Sezoanele 1–7                | Hologramă umană                 | Ofițer medical principal Căpitan interimar (Hologramă de comandă urgentă) |
| Robert Picardo        | „Doctorul” este holograma medicală de urgență (HMU) a navei USS Voyager și ofițerul medical principal pe parcursul călătoriei de șapte ani prin cvadrantul Delta. HMU Marca I este un program de calculator cu o interfață holografică ce apare sub înfățișarea lui Lewis Zimmerman, creatorul programului. Deși programul fusese conceput doar pentru a fi folosit în situații de urgență, relocarea bruscă a navei Voyager în cvadrantul Delta și lipsa unui medic real au făcut ca programul Doctorului să ruleze permanent, devenind astfel ofițerul medical principal al navei. |                                   |                                     |                              |                                 |                                                                           |
| Ethan Phillips        | Neelix | Bucătar Ofițer de moral Ambasador | Niciuna                             | Sezoanele 1–7                | Talaxian                        | Ofițer de moral, Ambasador (Înalt diplomat)                               |
| Ethan Phillips        | Neelix este un Talaxian devenit negustor la scurt timp după ce Hakonienii i-au atacat planeta, omorându-i întreaga familie. El se alătură echipajului navei USS Voyager, funcționând ca bucătar șef, ofițer responsabil cu moralul, ambasador, navigator, și deținător al multor altor funcții temporare. |                                   |                                     |                              |                                 |                                                                           |
| Jennifer Lien         | Kes | Soră medicală Botanist            | Niciuna                             | Sezoanele 1–3 (4+6 frecvent) | Ocampa                          | Soră medicală                                                             |
| Jennifer Lien         | Kes este o femeie Ocampa care se alătură echipajului navei USS Voyager după ce aceasta este catapultată în cvadrantul Delta de către Îngrijitor. Kes este partnera lui Neelix, care o salvase din mâinile Kazonilor după ce aceștia o capturaseră. Ea se ocupă de laboratorul hidroponic de la bordul navei și este asistenta medicală a Doctorului. Kes posedă, de asemenea, puteri telekinetice speciale. Ea părăsește serialul în episodul „The Gift” și revine pentru episodul „Fury”, după care pleacă definitiv. |                                   |                                     |                              |                                 |                                                                           |
| Jeri Ryan             | Seven of Nine (Annika Hansen) | Laborant astrometrică             | Borg (ex)                           | Sezoanele 4–7                | Om (Borg dezasimilat)           | Ofițer astrometrică                                                       |
| Jeri Ryan             | Seven of Nine (denumirea Borg completă: Seven of Nine, Adjunct terțiar al Unimatricei 01) este o femeie umană, fostă dronă Borg. Născută Annika Hansen la data stelară 25479 (anul 2350), ea este fiica excentricilor exobiologi Magnus și Erin Hansen. Ea a fost asimilată de Borg în 2356 la vârsta de șase ani, împreună cu părinții ei, dar a fost eliberată de echipajul navei USS Voyager la începutul sezonului 4. Datorită trecutului său ca membru al colectivului Borg, Seven posedă capacități regenerative, o forță fizică superioară și cunoștințe enciclopedice. Ea se adaptează cu dificultate vieții ca individ și membru al unui echipaj, fiind deseori pusă în situații comice. |                                   |                                     |                              |                                 |                                                                           |
| Personaje secundare   | |                                   |                                     |                              |                                 |                                                                           |
| Josh Clark            | Joe Carey | Asistent al inginerului șef       | Flota Stelară                       | Sezoanele 1–7                | Om                              | Locotenent                                                                |
| Josh Clark            | Carey este inginer la bordul navei USS Voyager, sub comanda B'Elannei Torres. În 2371, Carey a fost pentru scurt timp numit inginer șef interimar, după ce ofițerul care deținea această funcție murise în timpul traversării violente în cvadrantul Delta. Deși dezamăgit atunci când căpitanul Janeway a numit-o pe Torres în funcția de inginer șef, el recunoaște în cele din urmă abilitățile superioare ale acesteia. |                                   |                                     |                              |                                 |                                                                           |
| Nancy Hower           | Samantha Wildman | Ofițer științific                 | Flota Stelară                       | Sezoanele 1–7                | Om                              | Sublocotenent                                                             |
| Nancy Hower           | Ofițer științific, căsătorită cu un Ktarian pe nume Greskrendtregk. Atunci când s-a alăturat echipajului navei USS Voyager, Wildman nu știa că era însărcinată cu o fetiță. Ea îi dă naștere lui Naomi în 2372 și îl alege pe Neelix ca naș de botez al fiicei sale. Wildman își continuă îndatoririle de ofițer, crescându-și în același timp fiica. |                                   |                                     |                              |                                 |                                                                           |
| Alexander Enberg      | Vorik | Inginer                           | Flota Stelară                       | Sezoanele 1–7                | Vulcanian                       | Sublocotenent                                                             |
| Alexander Enberg      | Inginer al Flotei Stelare la bordul navei USS Voyager, Vorik este unul dintre cei doi vulcanieni care au supraviețuit sosirii devastatoare în cvadrantul Delta. În cadrul echipajului amestecat de pe Voyager, expertiza inginerească a lui Vorik este surclasată doar de inginerul șef B'Elanna Torres și de lt. Joe Carey. |                                   |                                     |                              |                                 |                                                                           |
| Manu Intiraymi        | Icheb | Asistent laborant astrometrică    | Borg (ex) Flota Stelară             | Sezoanele 6–7                | Brunali (Borg dezasimilat)      | Cadet                                                                     |
| Manu Intiraymi        | Un membru al speciei Brunali, asimilat de către Borg, și apoi adoptat de echipajul navei USS Voyager, după ce este abandonat de colectiv. |                                   |                                     |                              |                                 |                                                                           |
| Scarlett Pomers       | Naomi Wildman | Niciuna                           | Niciuna                             | Sezoanele 2–7                | Hibrid uman/ktarian             | Civil                                                                     |
| Scarlett Pomers       | Fiica pe jumătate umană și pe jumătate ktariană a Samanthei Wildman, primul copil născut la bordul navei USS Voyager după sosirea în cvadrantul Delta. Ea este fina lui Neelix și leagă o relație de prietenie cu Seven of Nine. |                                   |                                     |                              |                                 |                                                                           |
| Martha Hackett        | Seska | Ofițer științific Inginer         | Maquis (acoperire) Ordinul Obsidian | Sezoanele 1–3, 7             | Bajorană (deghizare) Cardasiană | Sublocotenent (provizoriu)                                                |
| Martha Hackett        | Născută ca membră a speciei cardasiene, această agentă a Ordinului Obsidian și-a schimbat înfățișarea pentru a arăta ca o bajorană și a se infiltra în celula Maquis condusă de fostul ofițer al Flotei Stelare, Chakotay. O bună prietenă a B'Elannei Torres, ea s-a alăturat grupării conduse de Chakotay și a devenit amanta acestuia. Ajunsă în cvadrantul Delta, Seska își trădează camarazii atunci când se aliază cu kazonii, complotând împreună cu aceștia să preia comanda navei Voyager. |                                   |                                     |                              |                                 |                                                                           |
| Brad Dourif           | Lon Suder | Inginer                           | Maquis                              | Sezoanele 2–3                | Betazoid                        | Sublocotenent (provizoriu)                                                |
| Brad Dourif           | Luptător în gruparea Maquis, inginerul betazoid cu tendințe ucigașe se alătură echipajului de pe nava USS Voyager în 2371. El este ajutat de către Tuvok să-și stăpânească pornirile antisociale, dându-și în cele din urmă viața pentru a-și salva camarazii. |                                   |                                     |                              |                                 |                                                                           |
| Raphael Sbarge        | Michael Jonas | Inginer                           | Maquis                              | Sezoanele 1–3                | Om                              | Sublocotenent (provizoriu)                                                |
| Raphael Sbarge        | Membru al echipajului Maquis care se alătură celor de pe nava USS Voyager în 2371. El se dovedește a fi un colaborator al trădătoarei Seska, fiind sursa unor scurgeri de informații către kazoni. |                                   |                                     |                              |                                 |                                                                           |